# Bartki (Dąbrówno)
Pour les articles homonymes, voir Bartki.
Bartki est un village polonais de la voïvodie de Varmie-Mazurie, dans le powiat d'Ostróda.